# Siphonostomum cingulatum
Siphonostomum cingulatum är en ringmaskart som beskrevs av Grube 1859. Siphonostomum cingulatum ingår i släktet Siphonostomum och familjen Flabelligeridae. Inga underarter finns listade i Catalogue of Life.